# Шарапов, Вадим Михайлович
Вадим Михайлович Шарапов (10 марта 1924, Ялта — 5 августа 2014, Киев) — советский и украинский архитектор, заслуженный архитектор УССР с 1983 года.

## Биография
Родился 10 марта 1924 в Ялте. В 1949 году окончил Московский архитектурный институт (среди учителей - Алексей Заваров) и был направлен в Киев, на послевоенное восстановление города. В Киеве стал помощником Александра Малиновского и сразу же взялся за возрождение Крещатика. Входил в группу Александра Васильевича Власова.
Член КПСС с 1953 года.
Работал в должности главного архитектора Института "Киевпроект".
Заслуженный архитектор УССР (1983).
Лауреат Государственной премии СССР в области литературы, искусства и архитектуры (1985)
Умер 5 августа 2014 года.

## Сооружения
Все в Киеве:
- пионерский лагерь "Молодая гвардия" (1956);
- жилые дома, в частности:
  - 14-этажный дом-трилистник по улице Тургеневской (1972-1975)
  - дом с шумозащитной планировкой по улице Саксаганского (1976-1980)
  - дом на улице Крещатик, 34
- реконструкция площади Октябрьской революции (1978-1983)
- Вестибюль нижней станции Киевского фуникулёра[5] (1984)